# Hans Rampf (Politiker)
Hans Rampf (* 19. Oktober 1948 in Mallersdorf) ist ein deutscher Kommunalpolitiker der CSU. Zwischen 2005 und 2016 war Rampf der amtierende Oberbürgermeister der Stadt Landshut. Sein Vorgänger war der CSU-Politiker Josef Deimer.

## Leben

### Ausbildung und Beruf
Hans Rampf wuchs im niederbayerischen Laberweinting auf, wo er eine Ausbildung zum Bäcker absolvierte. Außerdem machte er Ausbildungen zum Koch, Verkäufer und Einzelhandelskaufmann. Mit 24 Jahren kam er, nachdem ihn die Spielvereinigung Landshut verpflichtet hatte, von Laberweinting nach Landshut. Später war er Betriebsrat bei Hertie in Landshut.
Ab 1981 war er als Franchise-Nehmer Geschäftsführer bei McDonald’s Landshut. Ab 1983 eröffnete er acht weitere McDonald’s-Filialen in und um Landshut. Außerdem war er Sprecher der Bayerischen und Deutschen McDonald’s-Unternehmer und Prüfer für Systemgastronomie bei der IHK. Zum Amtsantritt als Oberbürgermeister übergab er die McDonald’s Restaurant Rampf Gastro GmbH seiner Tochter Astrid Eisenschink-Rampf.
Rampf ist verheiratet und hat drei Kinder.

### Öffentliche Ämter

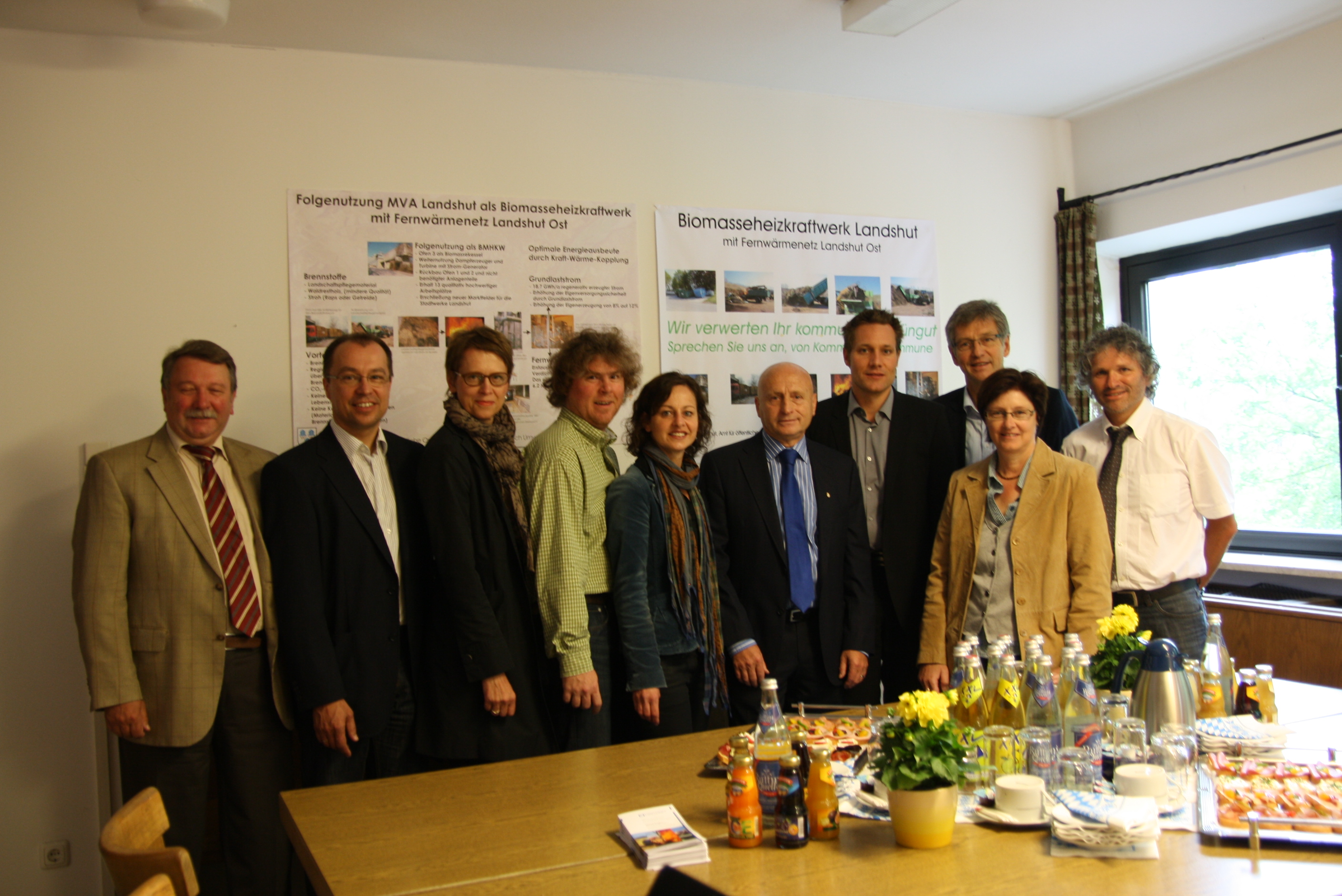
Hans Rampf (5. von rechts) mit 2. Bürgermeister Thomas Keyßner (3. von rechts) und Vertretern der Landtagsfraktion der Grünen

Im Jahr 1996 wurde er auf den neunten Platz der Landshuter CSU-Stadtratsliste gewählt. Zwei Jahre später wurde er Fraktionsvorsitzender. Obwohl Rampf sich großer Beliebtheit in der Bevölkerung erfreute, nominierte die CSU ihn 2004 nicht zum Oberbürgermeister. Daraufhin sammelte der eigens dazu gegründete Verein „Bürger für Landshut“ im Vorfeld der Oberbürgermeisterwahl Unterschriften für den Wahlaufruf „ProRampf“. Schließlich trat Rampf für die „Bürger für Landshut“ gegen den CSU-Kandidaten Ludwig Zellner an und legte deswegen alle Parteiämter nieder. Er erreichte im ersten Wahlgang 50,89 % der Stimmen und bekleidete seit 1. Januar 2005 das Amt des Oberbürgermeisters der Stadt Landshut. Bei den Oberbürgermeisterwahlen am 10. Oktober 2010 wurde er als Kandidat der CSU mit 61,10 % der Stimmen wiedergewählt. Bei den Oberbürgermeisterwahlen im Oktober 2016 konnte Rampf nicht noch einmal antreten, da er die bis 2023 gegoltene Altersgrenze für Bürgermeister in Bayern erreicht hatte. Er unterstützte die Kandidatur des CSU-Stadtratsmitglieds und Landtagsabgeordneten Helmut Radlmeier.

### Weiteres Engagement
Als Vertreter des Bayerischen Städtetags saß Hans Rampf im Aufsichtsrat der Bayerischen Eisenbahngesellschaft und wurde 2014 zum Vorsitzenden dieses Gremiums gewählt. Einst war er Vorstandsvorsitzender des BRK-Kreisverbands Landshut und ist heute noch als Ehrenvorsitzender in den Vorstand berufen. Im Bezirksverband Niederbayern/Oberpfalz des BRK ist er nach wie vor Vorstandsvorsitzender. Zusammen mit dem Landrat des Landkreises Landshut, Peter Dreier, leitet er das am 7. April 2015 eingerichtete „Dialogforum Ost-Süd-Umfahrung Landshut im Zuge der B15neu“. Seine Begeisterung für Sport zeigt sich durch die Wahrnehmung des Postens des 2. Vorstands des EV Landshut, wobei er mit seinem Namensvetter nicht verwechselt werden sollte.

## Politische Positionen
Hans Rampf zeichnete sich während seiner Zeit als Oberbürgermeister durch eine große Bürgernähe aus, was ihm bei seiner Wiederwahl 2010 mit einem großen Stimmenvorsprung gedankt wurde. Von seinen politischen Gegnern wurde er auch als „Bürgerkönig“ bezeichnet. Als großen Erfolg während seiner zwölfjährigen Amtszeit konnte er einen Schuldenabbau um 34,6 Millionen Euro verbuchen trotz hoher Investitionen in die Sanierung der Berufsschulen oder den Ausbau der Kinderbetreuung. Auch wurde zum Ende seiner Amtszeit der Bernlochnerkomplex erworben.

### Burgaufzug
Rampf regte den Bau eines Aufzugs zur Burg Trausnitz an, der am 14. Oktober 2012 per Bürgerentscheid abgelehnt wurde. Gegner des Baus waren der Meinung, dass Rampf sich mit dem Projekt Burgaufzug vor allem einen Platz in der Stadtgeschichte Landshuts sichern wollte (wie es sein Vorgänger Josef Deimer mit dem inzwischen nach ihm benannten Hofbergtunnel tat).

### Energiepolitik
2010 setzte sich Rampf für die Abschaltung des Atomkraftwerks Isar I ein, das 14 Kilometer von Landshut entfernt liegt. Außerdem realisierte der den Umbau der ehemaligen Müllverbrennungsanlage in ein Biomasseheizkraftwerk.

### „Krankenhausfusion“
Während seines Wahlkampfs, um Oberbürgermeister zu werden, hatte er als politisches Ziel eine enge Zusammenarbeit zwischen dem Kreiskrankenhaus Achdorf und dem Klinikum Landshut formuliert. Nach zwölf Jahren Amtszeit musste er sich eingestehen, dass es hier kaum Fortschritte gegeben hat.

### Öffentliche Daseinsvorsorge
Wie sein Vorgänger Josef Deimer spricht sich Rampf gegen die Privatisierung der Wasserversorgung aus, um die Wasserpreise konstant zu halten.

### Westtangente Landshut
Während seiner Zeit als Oberbürgermeister von Landshut musste er mit dem Nein für eine Westtangente im Rahmen eines Bürgerentscheids 2012 eine große Niederlage hinnehmen.

## Trivia
Hans Rampf war in der ARD-Serie "Um Himmels Willen" als Pater Haushofer in einer Nebenrolle zu sehen. Die Stadt Landshut (insbesondere das Rathaus) diente während Rampfs Amtszeit als Kulisse für die Serie.